# Sostituzione di Weierstrass

La sostituzione di Weierstrass (proiezione stereografica della circonferenza).

Nel calcolo integrale, la sostituzione di Weierstrass è una sostituzione che si applica nella ricerca delle funzioni primitive e, conseguentemente, degli integrali definiti di funzioni razionali di funzioni trigonometriche. Senza perdita di generalità, si possono trasformare queste ultime in funzioni razionali del seno e del coseno. Secondo Michael Spivak, questa tecnica rappresenta indubbiamente "la sostituzione più subdola del mondo".

## Eulero e Weierstrass
La sostituzione di Weierstrass è così chiamata da svariati testi che fanno riferimento a Karl Weierstrass (1815 – 1897), senza tuttavia citare alcun caso di sostituzione nei suoi scritti, ma la tecnica è attestata nelle opere di Eulero (1707 – 1783)  assai prima della nascita di Weierstrass.

## La sostituzione
Il procedimento consiste nel sostituire sin x, cos x con funzioni razionali di una variabile t e il differenziale dx con il prodotto di una funzione razionale di t e del differenziale dt:
{\displaystyle {\begin{aligned}\sin x&={\frac {2t}{1+t^{2}}}\\\cos x&={\frac {1-t^{2}}{1+t^{2}}}\\dx&={\frac {2}{1+t^{2}}}\,dt.\end{aligned}}}

### Derivazione
Poniamo
{\displaystyle t=\tan {\frac {x}{2}}.}
Per la formula di duplicazione del seno si ha:
{\displaystyle {\begin{aligned}\sin x&=2\sin {\frac {x}{2}}\cos {\frac {x}{2}}\\&=2t\cos ^{2}{\frac {x}{2}}\\&={\frac {2t}{\sec ^{2}{\frac {x}{2}}}}\\&={\frac {2t}{1+t^{2}}}.\end{aligned}}}
Per la formula di duplicazione del coseno si ha:
{\displaystyle {\begin{aligned}\cos x&=1-2\sin ^{2}{\frac {x}{2}}\\&=1-2t^{2}\cos ^{2}{\frac {x}{2}}\\&=1-{\frac {2t^{2}}{\sec ^{2}{\frac {x}{2}}}}\\&=1-{\frac {2t^{2}}{1+t^{2}}}\\&={\frac {1-t^{2}}{1+t^{2}}}.\end{aligned}}}
Il differenziale dx si può calcolare come segue:
{\displaystyle {\begin{aligned}{\frac {dt}{dx}}&={\frac {1}{2}}\sec ^{2}{\frac {x}{2}}\\&={\frac {1+t^{2}}{2}},\\\Rightarrow dx&={\frac {2}{1+t^{2}}}\,dt.\end{aligned}}}

## Esempi

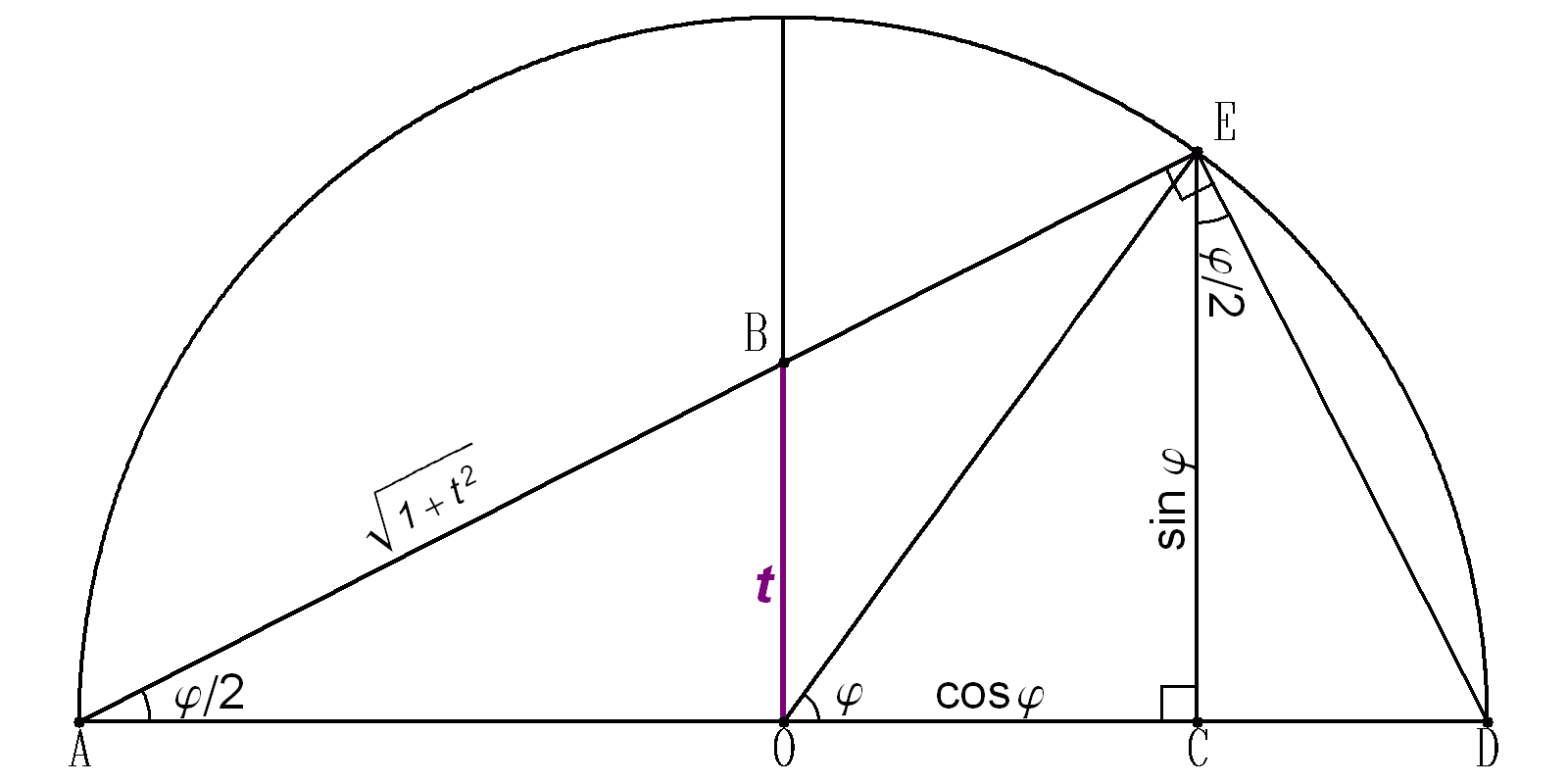
La formula di duplicazione della tangente mette in relazione un angolo con il coefficiente angolare di una linea.

### Esempio  1
{\displaystyle {\begin{aligned}\int \csc x\,dx&=\int {\frac {dx}{\sin x}}\\&=\int \left({\frac {1+t^{2}}{2t}}\right)\left({\frac {2}{1+t^{2}}}\,dt\right)&t&=\tan {\frac {x}{2}}\\&=\int {\frac {dt}{t}}\\&=\ln t+C\\&=\ln \tan {\frac {x}{2}}+C.\end{aligned}}}

### Secondo esempio: integrale definito
{\displaystyle {\begin{aligned}\int _{0}^{2\pi }{\frac {dx}{2+\cos x}}&=\int _{0}^{\pi }{\frac {dx}{2+\cos x}}+\int _{\pi }^{2\pi }{\frac {dx}{2+\cos x}}\\&=\int _{0}^{\infty }{\frac {2\,dt}{3+t^{2}}}+\int _{-\infty }^{0}{\frac {2\,dt}{3+t^{2}}}&t&=\tan {\frac {x}{2}}\\&=\int _{-\infty }^{\infty }{\frac {2\,dt}{3+t^{2}}}\\&={\frac {2}{\sqrt {3}}}\int _{-\infty }^{\infty }{\frac {du}{1+u^{2}}}&t&=u{\sqrt {3}}\\&={\frac {2\pi }{\sqrt {3}}}.\end{aligned}}}
Non si può applicare semplicemente la sostituzione {\displaystyle t=0} per entrambi i limiti di integrazione perché occorre tenere presente la singolarità (in questo caso un asintoto verticale) di {\displaystyle t=\tan {\frac {x}{2}}} per {\displaystyle x=\pi }.

### Terzo esempio
{\displaystyle {\begin{aligned}\int {\frac {dx}{a\cos x+b\sin x+c}}&=\int {\frac {2dt}{a(1-t^{2})+2bt+c(t^{2}+1)}}\\&=\int {\frac {2dt}{(c-a)t^{2}+2bt+a+c}}\\&={\frac {2}{\sqrt {c^{2}-(a^{2}+b^{2})}}}\arctan {\frac {(c-a)\tan {\frac {x}{2}}+b}{\sqrt {c^{2}-(a^{2}+b^{2})}}}+C\end{aligned}}}
Se{\displaystyle 4E=4(c-a)(c+a)-(2b)^{2}=4(c^{2}-(a^{2}+b^{2}))>0}.

## Geometria
Al variare di x il punto (cos x, sin x) si avvolge ripetutamente attorno alla circonferenza unitaria centrata nell'origine (0, 0).  Il punto
{\displaystyle \left({\frac {1-t^{2}}{1+t^{2}}},{\frac {2t}{1+t^{2}}}\right)}
"gira" solo una volta intorno alla circonferenza al variare di t da −∞ a +∞ e non raggiunge mai il punto (−1, 0), che costituisce il suo limite all'approssimarsi di t a ±∞.  Per t che va da −∞ a −1, il punto determinato da t si sposta lungo la parte della circonferenza situata nel terzo quadrante, da (−1, 0) a (0, −1). Per t che va da −1 a 0, il punto si sposta lungo la parte della circonferenza situata nel quarto quadrante, da (0, −1) a (1, 0). Per t che va da 0 a 1, il punto si sposta lungo la parte della circonferenza situata nel primo quadrante, da (1, 0) a (0, 1).  Infine, per t che va da 1 a +∞, il punto si sposta lungo la parte della circonferenza situata nel secondo quadrante, da (0, 1) a (−1, 0).
Da un altro punto di vista geometrico, se tracciamo la circonferenza unitaria e poniamo P come punto (−1, 0), una linea passante per P (ad eccezione della linea verticale) è determinata dal proprio coefficiente angolare. Inoltre, ogni linea (tranne quella verticale) interseca la circonferenza unitaria in due punti, uno dei quali è P, determinando una funzione che calcola i coefficienti angolari a partire dai punti che intersecano la circonferenza unitaria.  Le funzioni trigonometriche determinano una funzione che permette di ricavare da un angolo un punto sulla circonferenza unitaria, e combinando queste due funzioni otteniamo una funzione che consiste in una corrispondenza tra angoli e coefficienti angolari.

## Funzioni iperboliche
È possibile effettuare una sostituzione di tipo analogo con le funzioni iperboliche, che hanno in comune diverse proprietà con quelle trigonometriche:
{\displaystyle \sinh x={\frac {2t}{1-t^{2}}},}
{\displaystyle \cosh x={\frac {1+t^{2}}{1-t^{2}}},}
{\displaystyle \tanh x={\frac {2t}{1+t^{2}}},}
{\displaystyle dx={\frac {2}{1-t^{2}}}\,dt.}